# Edward Bates

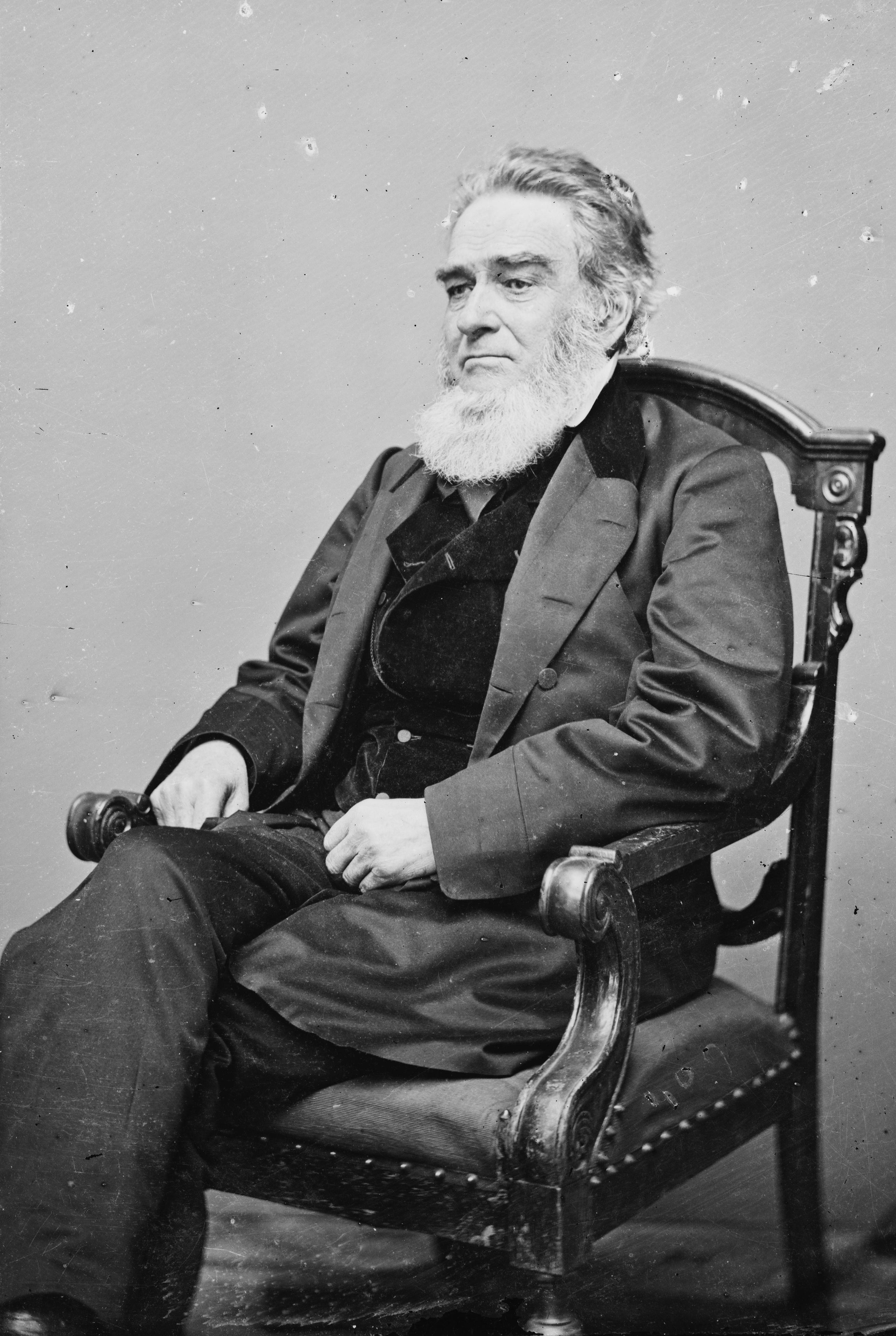
Edward Bates

Edward Bates (* 4. September 1793 in Belmont, Virginia; † 25. März 1869 in St. Louis, Missouri) war ein US-amerikanischer Jurist, Politiker und Justizminister (Attorney General) unter Präsident Abraham Lincoln.

## Familie, Studium und berufliche Laufbahn
Nach dem Schulbesuch in Maryland diente der aus einer Quäkerfamilie stammende Bates als Sergeant in der Freiwilligenbrigade von Missouri während des Britisch-Amerikanischen Krieges von 1812. 1814 begann er ein Studium der Rechtswissenschaften in St. Louis, das er 1817 mit der Zulassung zum Rechtsanwalt abschloss. Bereits ein Jahr später wurde er Staatsanwalt von St. Louis. Zwischen 1824 und 1826 war er als Bundesstaatsanwalt (U.S. Attorney) tätig.
Neben Edward Bates waren auch seine älteren Brüder Frederick, ein Gouverneur von Missouri, und James, der ebenfalls Abgeordneter des US-Repräsentantenhauses war, politisch aktiv.

## Politische Laufbahn

### Ämter in Missouri und Kongressabgeordneter
Bates begann seine politische Laufbahn 1820 mit der Wahl zum Mitglied der Verfassungsgebenden Versammlung von Missouri. Noch im gleichen Jahr wurde er erster Attorney General des neuen Bundesstaates Missouri. 1822 wurde er als Abgeordneten in das Repräsentantenhaus von Missouri gewählt.
1827 zog er als Abgeordneter in das Repräsentantenhaus der Vereinigten Staaten ein. Dort vertrat er für eine Wahlperiode bis 1829 die Interessen des ersten Kongresswahlbezirks von Missouri. Von 1831 bis 1835 war er in der Folge zunächst Mitglied des Staatssenats sowie anschließend erneut des Repräsentantenhauses von Missouri. Später kandidierte er gegen den Demokraten Thomas Hart Benton erfolglos als US-Senator für Missouri.

### Wechsel von den Whigs zu den Republikanern
Während der 1840er Jahre wurde er zu einem führenden Mitglied der Whig Party. 1850 lehnte er das Angebot von Präsident Millard Fillmore ab, als Kriegsminister, in dessen Kabinett einzutreten; stattdessen übernahm er ein Richteramt am Landgericht (Land Court) in St. Louis.
Auf der Wahlversammlung der Whigs war er einer der Kandidaten für das Amt des US-Vizepräsidenten zur Präsidentschaftswahl 1852. Nach einem Sieg im ersten Wahlgang unterlag er jedoch im zweiten Wahlgang William Alexander Graham. 1856 war er noch Präsident der Whig National Convention.

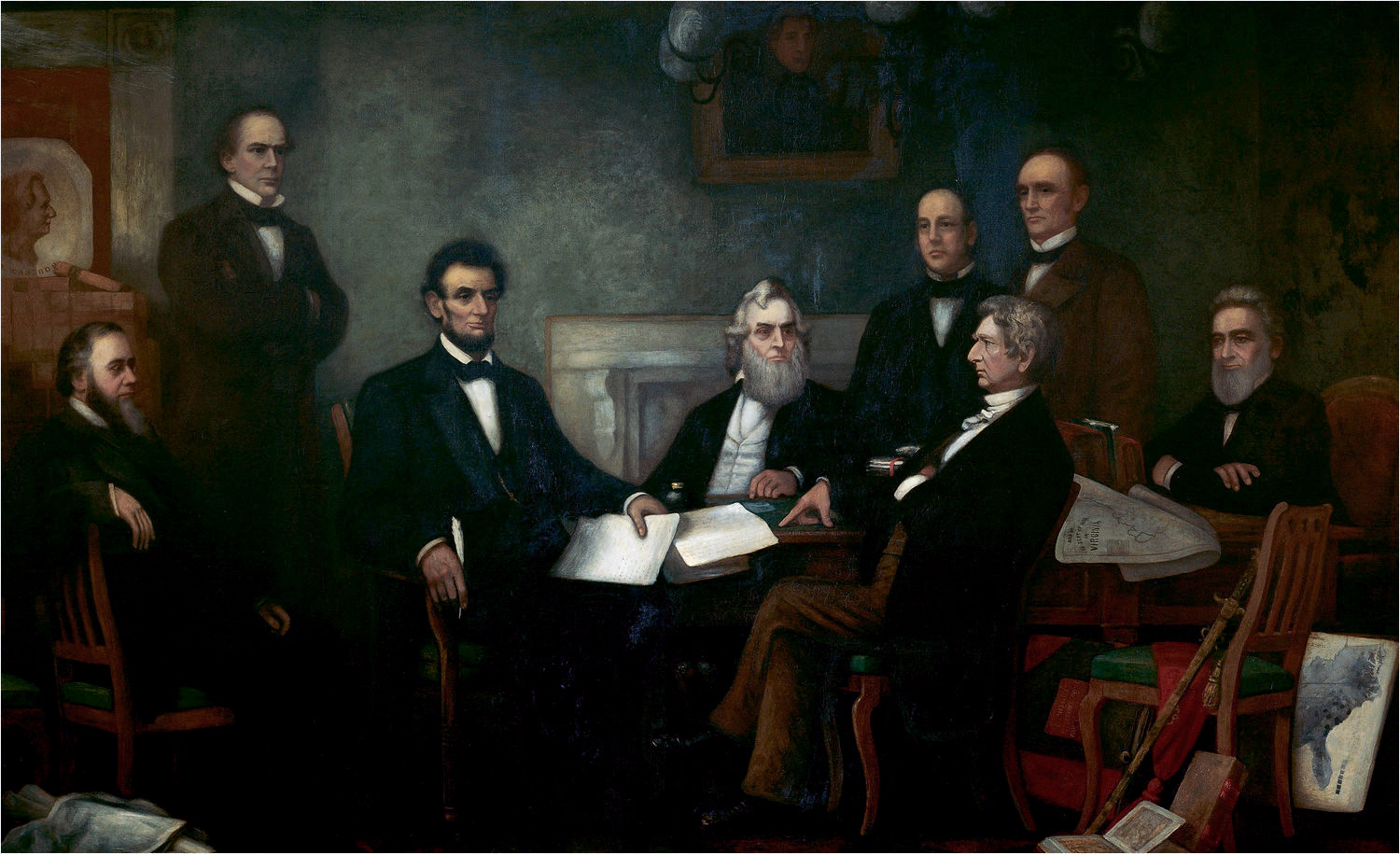
Lincoln mit seinem Kabinett bei der ersten Lesung der Emanzipationsproklamation am 22. Juli 1862. Von links: Edwin M. Stanton, Salmon P. Chase, Abraham Lincoln, Gideon Welles, Caleb Blood Smith, William H. Seward, Montgomery Blair und Edward Bates.

Nach der beginnenden Auflösung der Whig Party trat er der Republikanischen Partei bei. Auf deren Republican National Convention von 1860 gehörte er zu den drei engeren Kandidaten zur Präsidentschaftswahl dieses Jahres, unterlag dann jedoch dem anschließend gewählten Abraham Lincoln.

### Justizminister unter Präsident Lincoln
Am 5. März 1861 berief ihn US-Präsident Lincoln als Justizminister (Attorney General) in sein Kabinett. Als Justizminister vertrat er die Ansicht, dass von der Sklaverei befreite Afroamerikaner nach Afrika deportiert werden sollten, was zu intensiven Meinungsverschiedenheiten mit dem Präsidenten führte. Bates war zugleich das erste Kabinettsmitglied, das aus einem Bundesstaat westlich des Mississippi stammte.
Am 24. November 1864 trat er von seinem Amt als Justizminister zurück und wurde als solcher von James Speed abgelöst.

## Veröffentlichungen
- Edward Bates: The Diary of Edward Bates, 1859–1866. United States Government Printing Office, Washington 1933.